# Helena Adamírová
Helena Adamírová (rozená Mázlová; 15. června 1929 Praha – leden 2003) byla československá hráčka basketbalu. Je zařazena na čestné listině zasloužilých mistrů sportu.
Helena Adamírová patřila mezi opory reprezentačního družstva Československa, za které v letech 1951 až 1961 hrála celkem 165 utkání a má významný podíl na dosažených sportovních výsledcích. Zúčastnila se dvakrát mistrovství světa a čtyřikrát mistrovství Evropy v basketbale žen, na nichž získala celkem 6 medailí, z toho 1 stříbrnou za druhé místo na ME 1954 a pět bronzových medailí za třetí místa (MS 1957, 1959 a ME 1956, 1958, 1960). Na Mistrovství světa 1957 byla nejlepší střelkyní Československa, druhou nejlepeší střelkyní za spoluhráčkou Dagmar Hubálkovou byla na MS 1959 a ME 1960. Reprezentační kariéru zakončila v roce 1961.
V československé basketbalové lize žen odehrála celkem 17 sezón v letech 1948 až 1964, z toho tři sezony za Žižkov (1948-1951), dvě za Tesla Strašnice (1952-1953), dvě za Slavia Pedagog Praha (1953-1955), tři za Spartu Praha (1955-1958), dvě za Slovan Orbis Praha (1958-1961) a tři sezóny za Slavii VŠ Praha. Za celkem 17 sezón získala 10 medailových umístění a dvě 4. místa. Pětkrát s týmem získala v ligové soutěži titul mistra Československa, dvakrát druhé a třikrát třetí místo. S týmem Slovan Orbis Praha se zúčastnila 2 ročníků FIBA Poháru evropských mistrů v basketbale žen, který se v roce 1960 probojoval mezi čtyři nejlepší týmy a podlehl až v semifinále proti Daugava Riga a v roce 1961 témuž týmu podlehl až ve finále.,
Po skončení basketbalové kariéry pracovala na Katedře tělesné výchovy UK Praha.
Jejím manželem byl Jiří Adamíra (24. 12. 1918 - 1990), odborný asistent na katedře tělesé výchovy a trenér, který byl trenérem ligových družstev žen Tesla Strašnice (1951-1953 2x 3. místo), Slavia Praha Pedagog (1953-1955 3. a 1. místo) a Sparta Praha (1955-1957 2x 2. místo) a byl asistentem trenéra reprezentace na Mistrovství Evropy 1956 v Praze.

## Sportovní kariéra

### Hráčská
- kluby
- 1948-1951 Žižkov (Viktoria, Sokol): 3. místo (1950/51), 4. místo (1951), 2x 6. místo (1949, 1950)
- 1952-1953 Tesla Strašnice: 3. místo (1952), 6. místo (1953)
- 1953-1955 Slavia Pedagog Praha: 1. místo (1955), 3. místo (1954)
- 1955-1958 Spartu Praha: 1. místo (1958), 2x 2. místo (1956, 1957)
- 1958-1961 Slovan Orbis Praha: 3x 1. místo (1959 až 1961)
- 1961-1964 Slavia VŠ Praha: 4. místo (1964), 2x 5. místo (1962, 1963)
- celkem za 17 ligových sezón 10 medailových umístění: 5x mistryně Československa (1955, 1958-1961), 2x 2. místo (1956, 1957) a 3x 3. místo, 2x 4. místo, 2x 5. místo a 3x 6. místo
- od zavedení evidemce podrobných statistik ligových zápasů (v sezóně 1961/62) zaznamenala celkem 726 ligových bodů.
- Československo 1951–1961 celkem 165 mezistátních zápasů, na MS a ME celkem (bez ME 1954) 437 bodů v 35 zápasech
- Mistrovství světa: 1957 Rio de Janeiro (141 bodů /9 zápasů), 1959 Moskva (88 /7), na MS celkem 223 bodů v 16 zápasech
- Mistrovství Evropy: 1954 Bělehrad (bude doplněno), 1956 Praha (112 /7), 1958 Lodž, Polsko (39 /5), 1960 Sofia (63 /7), na ME celkem (bez ME 1954) 214 bodů v 19 zápasech
- úspěchy
- Mistrovství světa v basketbalu žen: 2x 3. místo (1957 a 1959)
- Mistrovství Evropy v basketbale žen: 2. místo (1954), 3x 3. místo (1956, 1958, 1960)
- nejlepší střelkyně Československa na MS 1957 v 9 zápasech 141 bodů (15.7 bodu na zápas),
- FIBA Poháru evropských mistrů v basketbale žen: 2. místo (1961), semifinále (1960)
- Titul zasloužilá mistryně sportu